# Asiatiska mästerskapet i fotboll 1956
Asiatiska mästerskapet i fotboll 1956 var den första upplagan av turneringen och spelades i Hongkong under perioden 1–15 september 1956. Turneringen vanns av Sydkorea.

## Kvalspel
Kvalificerade nationer
- Hongkong (värdnation)
- Israel
- Sydkorea
- Sydvietnam

## Gruppspel
Matcherna spelades 2×40 minuter.

### Tabell
| Nr | Lag        | S | V | O | F | GM | IM | MS | P |
| -- | ---------- | - | - | - | - | -- | -- | -- | - |
| 1  | Sydkorea   | 3 | 2 | 1 | 0 | 9  | 6  | +3 | 7 |
| 2  | Israel     | 3 | 2 | 0 | 1 | 6  | 5  | +1 | 6 |
| 3  | Hongkong   | 3 | 0 | 2 | 1 | 6  | 7  | −1 | 2 |
| 4  | Sydvietnam | 3 | 0 | 1 | 2 | 6  | 9  | −3 | 1 |

### Matcher
|             | 1 september 1956 | Hongkong            | 2 – 3   | Israel                                      | Government Stadium                                      |                                                         |
| 19:00 UTC+8 | 19:00 UTC+8      | Au Chi Yin 12′, 66′ | (1 – 1) | 37′, 76′ Yehoshua Glazer 69′ Nahum Stelmach | Hongkong Publik: 30 000 Domare: H.A. Sheppard (England) | Hongkong Publik: 30 000 Domare: H.A. Sheppard (England) |
| 19:00 UTC+8 | 19:00 UTC+8      |                     |         |                                             | Hongkong Publik: 30 000 Domare: H.A. Sheppard (England) | Hongkong Publik: 30 000 Domare: H.A. Sheppard (England) |
| 19:00 UTC+8 | 19:00 UTC+8      |                     |         |                                             | Hongkong Publik: 30 000 Domare: H.A. Sheppard (England) | Hongkong Publik: 30 000 Domare: H.A. Sheppard (England) |

|             | 6 september 1956 | Sydkorea                            | 2 – 2   | Hongkong                         | Government Stadium      |                         |
| 19:00 UTC+8 | 19:00 UTC+8      | Kim Ji-Sung 45′ Choi Kwang-Seok 62′ | (0 – 2) | 10′ Tang Yee Kit 39′ Ko Po Keung | Hongkong Publik: 30 000 | Hongkong Publik: 30 000 |
| 19:00 UTC+8 | 19:00 UTC+8      |                                     |         |                                  | Hongkong Publik: 30 000 | Hongkong Publik: 30 000 |
| 19:00 UTC+8 | 19:00 UTC+8      |                                     |         |                                  | Hongkong Publik: 30 000 | Hongkong Publik: 30 000 |

|             | 8 september 1956 | Israel             | 1 – 2   | Sydkorea                            | Government Stadium                                         |                                                            |
| 19:00 UTC+8 | 19:00 UTC+8      | Nahum Stelmach 71′ | (0 – 0) | 52′ Woo Sang-Kwon 64′ Sung Nak-Woon | Hongkong Publik: 20 000 Domare: Trương Văn Ky (Sydvietnam) | Hongkong Publik: 20 000 Domare: Trương Văn Ky (Sydvietnam) |
| 19:00 UTC+8 | 19:00 UTC+8      |                    |         |                                     | Hongkong Publik: 20 000 Domare: Trương Văn Ky (Sydvietnam) | Hongkong Publik: 20 000 Domare: Trương Văn Ky (Sydvietnam) |
| 19:00 UTC+8 | 19:00 UTC+8      |                    |         |                                     | Hongkong Publik: 20 000 Domare: Trương Văn Ky (Sydvietnam) | Hongkong Publik: 20 000 Domare: Trương Văn Ky (Sydvietnam) |

|             | 9 september 1956 | Sydvietnam                       | 2 – 2   | Hongkong                                | Government Stadium      |                         |
| 19:00 UTC+8 | 19:00 UTC+8      | Trần Văn Tổng 30′ Lê Hữu Đức 64′ | (1 – 0) | 59′ (str.) Chu Wing Wah 79′ Lau Chi Lam | Hongkong Publik: 30 000 | Hongkong Publik: 30 000 |
| 19:00 UTC+8 | 19:00 UTC+8      |                                  |         |                                         | Hongkong Publik: 30 000 | Hongkong Publik: 30 000 |
| 19:00 UTC+8 | 19:00 UTC+8      |                                  |         |                                         | Hongkong Publik: 30 000 | Hongkong Publik: 30 000 |

|             | 12 september 1956 | Israel                  | 2 – 1   | Sydvietnam        | Government Stadium                                     |                                                        |
| 19:00 UTC+8 | 19:00 UTC+8       | Nahum Stelmach 14′, 27′ | (2 – 0) | 58′ Trần Văn Tổng | Hongkong Publik: 15 000 Domare: Tommy Tucker (England) | Hongkong Publik: 15 000 Domare: Tommy Tucker (England) |
| 19:00 UTC+8 | 19:00 UTC+8       |                         |         |                   | Hongkong Publik: 15 000 Domare: Tommy Tucker (England) | Hongkong Publik: 15 000 Domare: Tommy Tucker (England) |
| 19:00 UTC+8 | 19:00 UTC+8       |                         |         |                   | Hongkong Publik: 15 000 Domare: Tommy Tucker (England) | Hongkong Publik: 15 000 Domare: Tommy Tucker (England) |

|             | 15 september 1956 | Sydkorea                                                              | 5 – 3   | Sydvietnam                           | Government Stadium      |                         |
| 19:00 UTC+8 | 19:00 UTC+8       | Sung Nak-Woon 5′ Woo Sang-Kwon 41′ (str.), 58′ Choi Jung-Min 57′, 66′ | (1 – 1) | 20′ Trải Văn Đào 51′, 63′ Lê Hữu Đức | Hongkong Publik: 11 000 | Hongkong Publik: 11 000 |
| 19:00 UTC+8 | 19:00 UTC+8       |                                                                       |         |                                      | Hongkong Publik: 11 000 | Hongkong Publik: 11 000 |
| 19:00 UTC+8 | 19:00 UTC+8       |                                                                       |         |                                      | Hongkong Publik: 11 000 | Hongkong Publik: 11 000 |

## Målskyttar
| 4 mål - Nahum Stelmach 3 mål - Woo Sang-Kwon - Lê Hữu Đức 2 mål - Au Chi Yin - Yehoshua Glazer - Choi Jung-Min - Sung Nak-Woon - Trần Văn Tổng | 1 mål - Chu Wing Wah - Tang Yee Kit - Lau Chi Lam - Ko Po Keung - Choi Kwang-Seok - Kim Ji-Sung - Trải Văn Đào |